# Pointe-aux-Coques
Pointe-aux-Coques est le premier roman de la femme de lettres canadienne Antonine Maillet. Publié en 1958, c'est un roman quasi-autobiographique dont le personnage principal, Madame Cormier, est une acadienne revenant dans son village natal. Antonine Maillet reçoit le prix Champlain en 1961 pour cette œuvre.